# Hagen (Schiff)
Die Hagen war das sechste Schiff der Siegfried-Klasse, einer Klasse von acht Küstenpanzerschiffen der Kaiserlichen Marine. Die Schiffe waren ursprünglich als Panzerschiffe IV. Klasse deklariert und wurden im Zuge der Neuklassifizierung der Schiffstypen in der Kaiserlichen Marine ab 1899 als Küstenpanzerschiffe geführt.

## Bau
Im September 1891 wurde auf der Kaiserlichen Werft in Kiel mit dem Bau des Panzerschiffs „S“ begonnen. Das Schiff stand am 21. Oktober 1893 zum Stapellauf bereit. Der Oberwerftdirektor, Kapitän zur See Otto Diederichsen, taufte den Neubau dabei nach der Figur der Nibelungensage auf den Namen Hagen. Die Fertigstellung des Schiffs dauerte weitere elf Monate.

## Einsatz

### Friedenszeit

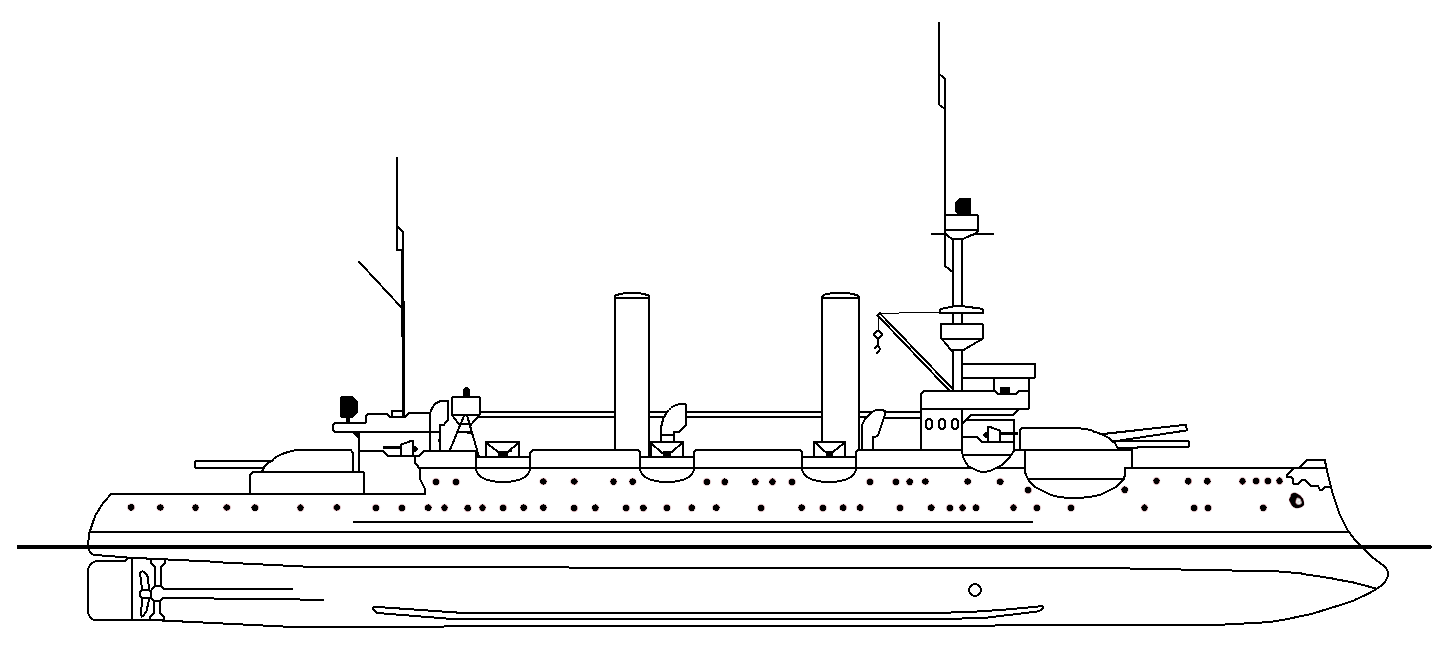
Die Hagen nach dem Umbau

Die Hagen wurde am 2. Oktober 1894 erstmals in Dienst gestellt. Die folgenden Probefahrten verliefen zufriedenstellend. Besonders die bei den zuvor gebauten Schwesterschiffen aufgetretenen Probleme mit der Kesselanlage konnten aufgrund der gemachten Erfahrungen unterbunden werden. Ab dem 28. November gehörte das Küstenpanzerschiff zur neu gebildeten Reserve-Division der Ostsee. Vom 13. Mai bis zum 2. Juni 1895 unternahm die Hagen eine Ausbildungsfahrt. Gemeinsam mit der Reserve-Division nahm das Schiff am 21. Juni an der Flottenschau anlässlich der Einweihung des Kaiser-Wilhelm-Kanals teil. Vier Tage später wurde die Division aufgelöst.
Die Ermordung zweier deutscher Kaufleute in Marokko Anfang 1895 führte deutscherseits zur Forderung einer Entschädigungszahlung. Die marokkanische Regierung sagte diese anfänglich zu, nachdem der auf der Ausreise nach Ostasien befindliche Kreuzer Irene marokkanische Gewässer angelaufen hatte. Letztlich wurden die Zahlungen dennoch verweigert. Die Hagen wurde daraufhin am 29. Juni nach Tanger entsandt, um dort Flagge zu zeigen und den deutschen Forderungen Nachdruck zu verleihen. Weiterhin wurden die Kaiserin Augusta, das Schulschiff Stosch und die auf der Heimreise aus Ostasien befindliche Kreuzerkorvette Marie nach Tanger beordert. Darüber hinaus dehnte das I. Geschwader seine Übungsreise bis Nordspanien aus. Die vier Schiffe trafen ab dem 10. Juli vor Tanger ein. Der durch den Kommandanten der Kaiserin Augusta, Kapitän zur See Oskar von Schuckmann, geführte Verband diente dem deutschen Gesandten als Rückhalt und zeigte die erhoffte Wirkung. Marokko gab den deutschen Forderungen nach und die vier Schiffe verließen ab dem 5. August Tanger. Die Hagen trat am 10. August die Heimreise an und erreichte neun Tage später Wilhelmshaven.
Nach ihrer Rückkehr wurde die Hagen dem Aufklärungsverband der Herbst-Übungsflotte zugeteilt. Ab dem 19. September übernahm das Schiff wieder den Dienst als Stammschiff der Reserve-Division der Ostsee. 1896 wurde die Hagen zunächst als Wachtschiff in Kiel eingesetzt. Vom 28. Juni bis zum 9. Juli gehörte das Schiff kurzzeitig dem I. Geschwader, während der Herbstmanöver wieder dem Aufklärungsverband an. Im Jahr 1897 wurde die Hagen über die Tätigkeit als Stammschiff der Reserve-Division vom 3. August bis zum 25. September im für die Herbstmanöver aus sechs der Küstenpanzerschiffe gebildeten II. Geschwader eingesetzt. Vom 10. August bis zum 21. September diente das Schiff außerdem Konteradmiral Volkmar von Arnim als Divisionsflaggschiff. Auch während der Herbstmanöver im Folgejahr fuhr die Hagen im erneut formierten II. Geschwader. Am 31. August beendete eine Kesselhavarie vorzeitig die Teilnahme des Küstenpanzerschiffs an den Manövern. Der Havarist musste von der Pfeil nach Kiel eingeschleppt werden, wo die Hagen am 29. September außer Dienst gestellt wurde.
Da die Schiffe der Siegfried-Klasse besonders unter einer recht geringen Reichweite litten, wurden alle acht Einheiten zwischen 1899 und 1904 einem Umbau unterzogen. Die Hagen war das erste der Schiffe, bei dem dieser Umbau ab Mai 1899 auf der Kaiserlichen Werft Kiel durchgeführt wurde. Dabei erhielt das Schiff eine 8,4 m lange Mittelsektion, acht neue Dampfkessel sowie einen zweiten Schornstein eingebaut. Außerdem wurden einige Modernisierungen unter anderem an der Maschinenanlage sowie eine Änderung der Bewaffnung vorgenommen. Auch Teile der Panzerung, die bis dahin aus Verbundstahl auf einer Teakholzlage bestand, wurden durch moderneren Kruppstahl ersetzt. Als Ergebnis des Umbaus konnte die Reichweite des Schiffs deutlich erhöht werden, ebenso stiegen Maschinenleistung und Höchstgeschwindigkeit an.
Die Hagen wurde am 2. Oktober 1900 wieder in Dienst gestellt und führte zunächst Probefahrten durch. Da diese positiv ausfielen, wurden auch die sieben anderen Einheiten der Klasse entsprechend umgebaut. Am 12. Dezember erreichte das Schiff Danzig-Neufahrwasser und trat wieder zur Reserve-Division der Ostsee. Im Januar 1901 lief die Hagen die Insel Wight an. Gemeinsam mit der Baden sowie der Victoria Louise nahm das Schiff am 31. Januar an der dort anlässlich des Todes von Königin Victoria stattfindenden Trauerflottenparade teil. Die Hagen war am 11. Februar in Danzig zurück. Im Sommer und Herbst fanden zunächst Übungen der Reserve-Division sowie anschließend die Herbstmanöver statt, während derer die Hagen zum erneut gebildeten II. Geschwader gehörte. Nach einer Überholung durch die Kaiserliche Werft Kiel kam es an Bord der Hagen im Oktober und November zu Insubordinationen, die mit Sachbeschädigungen verbunden waren. Derartige Vorfälle blieben in der Kaiserlichen Marine bis 1918 selten.
Der Einsatz in den beiden Folgejahren ähnelte dem von 1901. Mitte 1903 erlitt die Hagen eine Maschinenhavarie und lag zur Reparatur vom 8. bis 30. Juli an der Kaiserlichen Werft in Danzig. Dort wurde das Schiff nach der Teilnahme an den Herbstmanövern am 17. September auch außer Dienst gestellt. Lediglich für die Herbstmanöver im Jahr 1909 wurde die Hagen vom 22. Juli bis zum 15. September letztmals in Friedenszeiten eingesetzt.

### Erster Weltkrieg

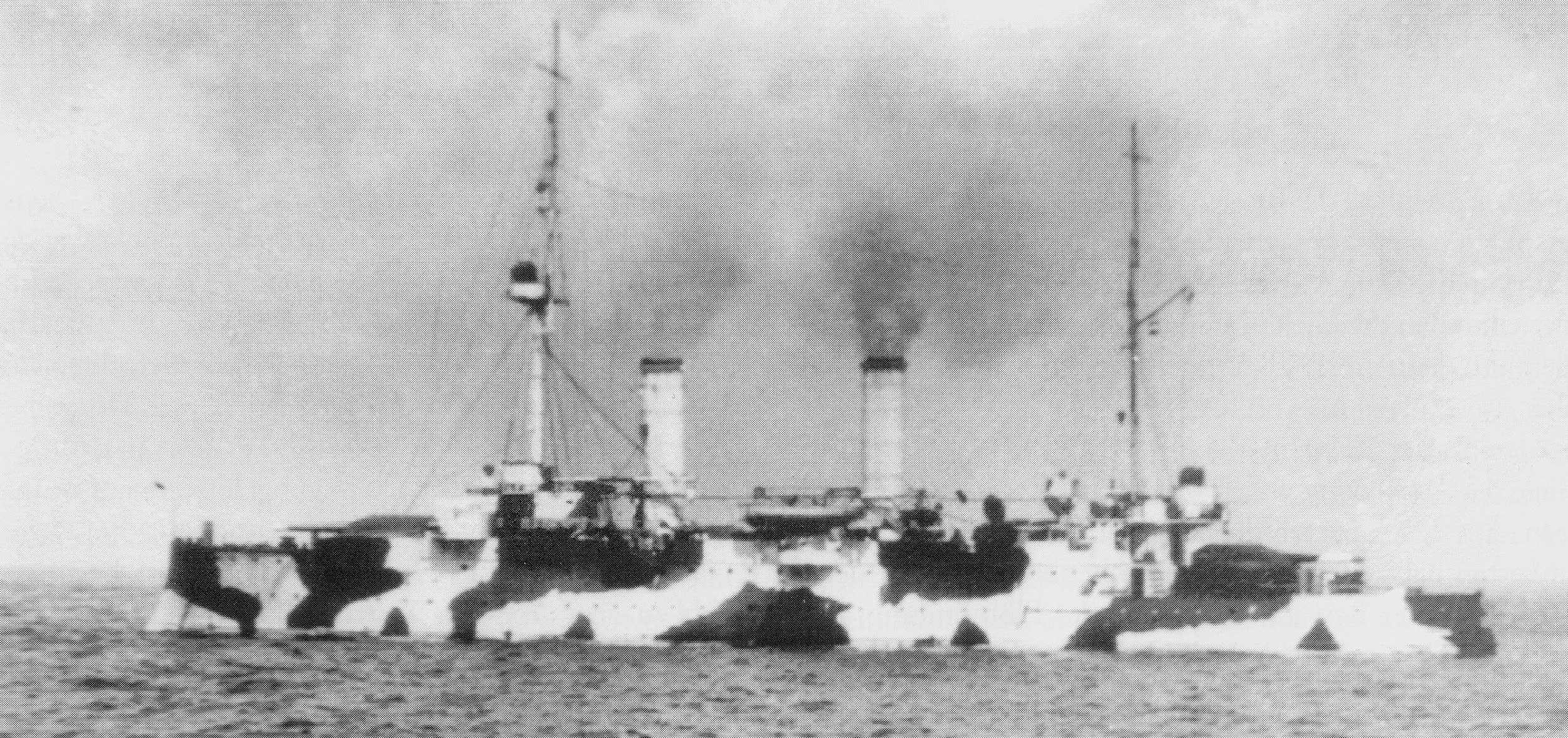
Die Hagen in Tarnbemalung im Jahr 1915 als Teil des VI. Geschwaders

Nach Ausbruch des Ersten Weltkriegs wurde die Hagen am 12. August 1914 reaktiviert und mit ihren Schwesterschiffen im VI. Geschwader unter Konteradmiral Richard Eckermann zusammengefasst. Dieses wurde für den Küstenschutz und Vorpostendienst in der Deutschen Bucht eingesetzt. Die Hagen traf am 15. September in der Nordsee ein. Neun Tage später kam das Schiff vor Voslapp fest und musste durch die Hildebrand freigeschleppt werden. Vom 29. September bis zum 13. Dezember versah die Hagen den Vorpostendienst auf der Jade- und Wesermündung. Am 4. November war das Schiff maßgeblich an der Rettung von 381 Besatzungsangehörigen des Großen Kreuzers Yorck beteiligt. Die Yorck war im Nebel auf der Außenjade infolge von Stromversatz auf eine deutsche Minensperre geraten und gesunken.
Vom 12. Dezember bis zum 14. Juni 1915 wurde die Hagen auf der Emsmündung eingesetzt. Bis zum 30. August erfolgte anschließend ein weiterer Einsatz auf Jade und Weser. An diesem Tag wurde die Hagen aus der aktiven Verwendung abgezogen. Das VI. Geschwader wurde am folgenden Tag aufgelöst. Die Schiffe der Siegfried-Klasse waren inzwischen vollkommen veraltet und verfügten nur noch über einen geringen Kampfwert. Zusätzlich litt die Kaiserliche Marine unter Personalmangel. Die Hagen trat daher am 1. September den Marsch nach Danzig an, wo sie neun Tage später außer Dienst gestellt wurde.

## Verbleib
Ab Juni 1916 diente die Hagen als Wohnschiff für die Ubootsflottille der Ostsee in Libau. Am 19. August wurde das Schiff zunächst nach Danzig, am 22. September weiter nach Warnemünde geschleppt. Dort diente die Hagen bis Kriegsende als Beischiff für im Vorpostendienst in der Ostsee tätige Kriegsschiffe. Am 17. Juni 1919 erfolgte die Streichung aus der Liste der Kriegsschiffe. Die Hagen wurde in die Niederlande verkauft und dort abgewrackt.
Entsprechend der im Zweiten Flottengesetz festgeschriebenen Lebensdauer von 20 Jahren für Linienschiffe, zu denen in diesem Zusammenhang auch die Küstenpanzerschiffe zählten, war bereits 1911 das Großlinienschiff Kaiserin als Ersatz für die Hagen vom Stapel gelaufen.

## Kommandanten
| 2. Oktober 1894 bis September 1895   | Korvettenkapitän Carl Rosendahl                         |
| September 1895 bis Mai 1896          | Korvettenkapitän von Arend                              |
| Mai bis September 1896               | Korvettenkapitän Adolf Goetz                            |
| 1. Oktober 1896 bis 22. Juli 1898    | Korvettenkapitän Guido von Usedom                       |
| Juli bis August 1898                 | Kapitänleutnant August Goette (in Vertretung)           |
| August bis September 1898            | Korvettenkapitän Paul Walther                           |
| 2. Oktober 1900 bis Mai 1901         | Korvettenkapitän Carl Paschen                           |
| Mai bis Juni 1901                    | Korvettenkapitän Gerhard Gerdes                         |
| Juni bis September 1901              | Korvettenkapitän/Fregattenkapitän Carl Paschen          |
| September 1901 bis September 1902    | Korvettenkapitän/Fregattenkapitän Karl Dick             |
| September 1902 bis 8. Juli 1903      | Korvettenkapitän/Fregattenkapitän Hartwig von Dassel    |
| 30. Juli bis 17. September 1903      | Fregattenkapitän Eugen Weber                            |
| 22. Juli bis 15. September 1909      | Fregattenkapitän Arnold Marks                           |
| 12. August bis November 1914         | Fregattenkapitän/Kapitän zur See Leberecht von Klitzing |
| November 1914 bis 10. September 1915 | Fregattenkapitän Friedrich Kurtz                        |